# Епархия Нилополя
О православной епархии см. — Нилопольская митрополия
Епархия Нилополя (лат. Dioecesis Nilopolitana) — титулярная епархия Римско-Католической церкви.

## История
Город Нилополь, который сегодня идентифицируется c раскопками Delas, находился в провинции Аркадия Византийского Египта и являлся местом античной христианской епархии, которая входила в митрополию Оксиринха Александрийский патриархата.
C 1725 года епархия Нилополя является титулярной епархией Римско-Католической церкви. C 1978 года является вакантной.

## Епископы
- епископ святой Иеримоний (? — 250);
- епископ Теоний (упоминается в 325 году);
- епископ Адельфий;
- епископ Евсевий (упоминается в 431 году).

## Титулярные епископы
- епископ Franciscus Aloysius von Lamberg (19.11.1725 — 15.11.1732);
- епископ Adam Stanisław Grabowski (22.06.1733 — 26.09.1736) — назначен епископом Хелмно;
- епископ Franciszek Ksawery Rydzyński (18.09.1780 — 18.12.1795) — назначен епископом Хелмно;
- епископ James Dillon (5.01.1796 — 30.08.1800) — назначен епископом Килмора;
- епископ Tomás Sala (14.08.1818 — 1.10.1828);
- епископ Etienne Jerome Rouchouze (14.06.1833 — март 1843);
- епископ святой Юстин де Якобис (6.07.1847 — 31.07.1860);
- епископ Walter Herman Jacobus Steins (10.10.1860 — 11.01.1867) — назначен титулярным архиепископом Босры;
- епископ József Szabó (22.06.1868 — 27.04.1884);
- епископ Francisco Souza Prado de Lacerda (16.02.1886 — 27.01.1889) — назначен епископом Ангры;
- епископ Giuseppe Consenti (23.06.1890 — 26.01.1893) — назначен епископом Нуско;
- епископ Teodosio Maria Gargiulo (18.03.1895 — 20.06.1895) — назначен епископом Ории;
- епископ Neil McNeil (6.08.1895 — 8.02.1904) — назначен епископом Корнер-Брука;
- епископ Juan Bautista Gorordo (29.04.1909 — 2.04.1910) — назначен епископом Себу;
- епископ John Mark Gannon (13.11.1917 — 26.08.1920) — назначен епископом Эри;
- епископ Francisco Javier Baztán y Urniza (18.10.1920 — 14.12.1926);
- епископ Palmyre-Georges Jansoone (14.01.1927 — 4.09.1940);
- епископ Costantino Stella (24.08.1942 — 18.01.1945) — назначен епископом Умбры-Гуальдо-Тадино;
- епископ Lorenzo Giacomo Inglese (12.09.1945 — 19.01.1951);
- епископ Antoine Hubert Thijssen (8.03.1951 — 3.01.1961) — назначен епископом Ларантуки;
- епископ Luis Sánchez-Moreno Lira (20.02.1961 — 10.01.1978);
  - вакансия.

## Источник
- Pius Bonifacius Gams, Series episcoporum Ecclesiae Catholicae, Leipzig 1931, стр. 461  (лат.)
- Michel Lequien, Oriens christianus in quatuor Patriarchatus digestus, Parigi 1740, Tomo II, coll. 587—590  (лат.)
- Konrad Eubel, Hierarchia Catholica Medii Aevi, vol. 5, стр. 290; vol. 6, стр. 311  (лат.)